# Carboniseren

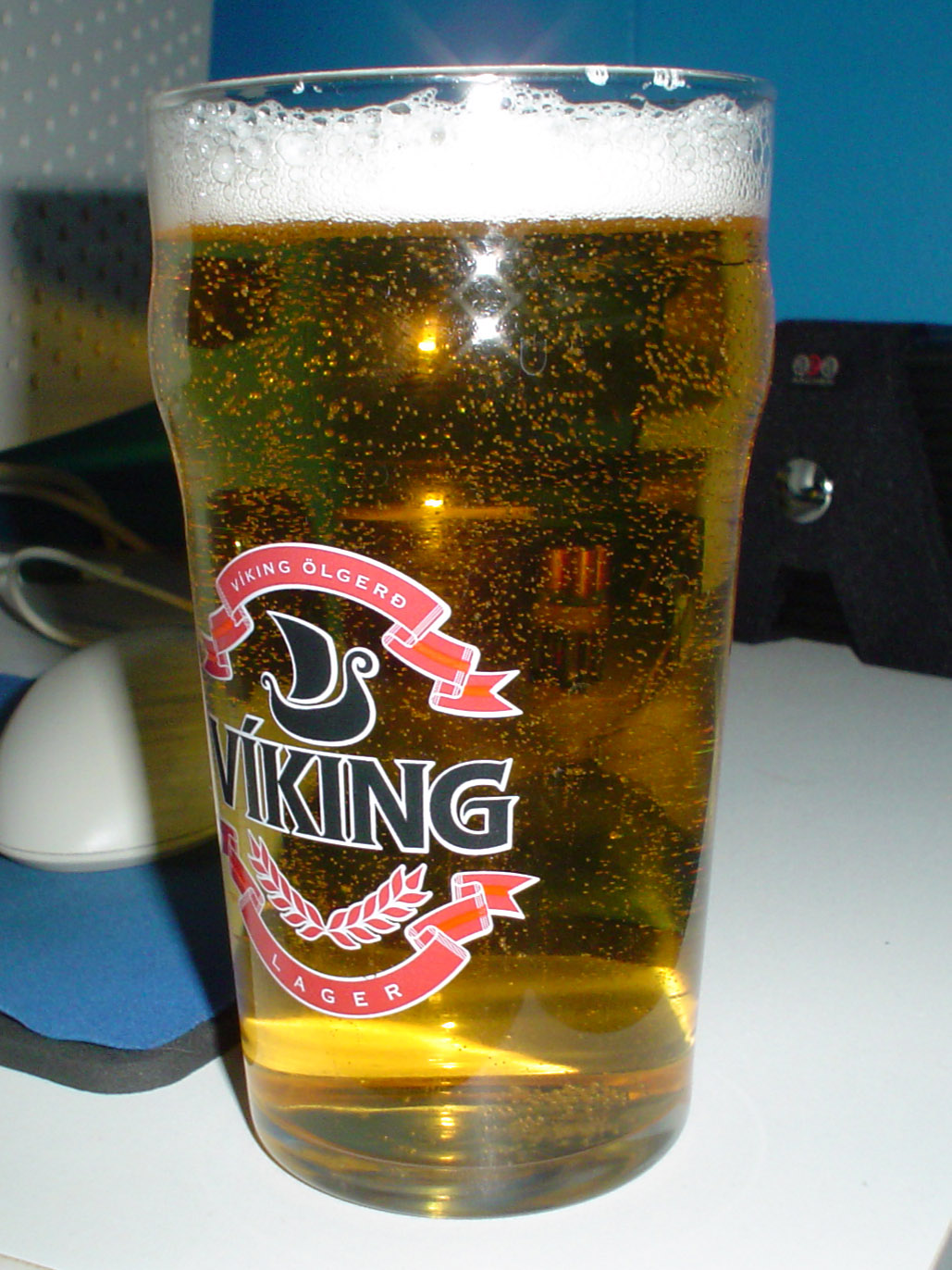
Glas bier met koolzuurbelletjes

Carboniseren van dranken is het toevoegen van koolzuur. Deze kooldioxidetoevoeging wordt ook wel prik genoemd. Dit maakt de drank aantrekkelijker, want het zorgt voor een frisse, zurige smaak en een dorstlessend effect. Het principe wordt onder andere toegepast in water, bier en frisdranken. 
Daarnaast helpt het toevoegen van kooldioxide voor de houdbaarheid van de drank. Het voorkomt naast de groei van micro-organismen ook oxidatie, zodat kleur, smaak en aroma bewaard blijven. 
Het staat in de lijst van E-nummers ook bekend als voedingszuur E290.